# Daniel Campbell-Jones
Daniel Campbell-Jones es un deportista británico que compitió en vela en la clase Tornado. Ganó una medalla de bronce en el Campeonato Mundial de Tornado de 1986.

## Palmarés internacional
| \| Campeonato Mundial \| Campeonato Mundial \| Campeonato Mundial \| Campeonato Mundial \| \| Año \| Lugar \| Medalla \| Clase \| \| ------------------ \| ------------------- \| ------------------ \| ------------------ \| \| 1986 \| Hamilton (Bermudas) \| Medalla de bronce \| Tornado \| |                     |                   |         |
| Campeonato Mundial |                     |                   |         |
| Año | Lugar               | Medalla           | Clase   |
| 1986 | Hamilton (Bermudas) | Medalla de bronce | Tornado |